# دریاگاو بهارات
دریاگاو بهارات (انگلیسی: Bharatisiren) یک سرده از پستانداران منقرض شده‌است که در اوایل دوره میوسن (آکیتانی) در هند کنونی می‌زیسته‌است. 
گونه نمونه آن یعنی B. kachchhebsis، در ابتدا در سال ۱۹۸۷ توسط باجپای و همکاران به عنوان گونه‌ای از Metaxytherium, M. kachchhebsis نامگذاری شد. این گونه از سازند «خاری نادی» عصر آکیتانی در غرب هند به‌دست آمد.
باجپای و دامنینگ (۱۹۹۷). با این حال، M. kachchhensis را به اندازه کافی متمایز از گونه Metaxytherium دانستند که برای آن سرده جدای خود، یعنی دریاگاو بهارات را تعیین کنند.